# Пенні і справа Поунолла
«Пенні і справа Поунолла» (англ. Penny and the Pownall Case) — британський детектив 1948 року.

## Сюжет
Модель допомагає детективу Скотланд-Ярду вистежити групу злочинців, які таємно вивозять нацистських військових злочинців з Європи.

## У ролях
| Актор           | Роль                   |
| --------------- | ---------------------- |
| Ральф Майкл     | інспектор Майкл Карсон |
| Пеггі Еванс     | Пенні Джастін          |
| Крістофер Лі    | Джонатан Блер          |
| Діана Дорс      | Моллі Джеймс           |
| Фредерік Пайпер | поліцейський           |
| Олаф Пулі       | Фон Лейхер             |
| Етель Кольрідж  | місіс Ходжсон          |
| Сем Коста       | реєстратор             |
| Денніс Венс     | Кроуфорд               |
| Шон Ноубл       | Генрі Поунолл          |